# パレスチナが関与した戦争の一覧
以下はパレスチナが関与した戦争の一覧（パレスチナがかんよしたせんそうのいちらん）である。
| 戦争                                    | 交戦勢力 1                  | 交戦勢力 2 | 結果                                          |
| --------------------------------------- | --------------------------- | ---------- | --------------------------------------------- |
| 第1次インティファーダ (1987–1993)       | ファタハ ハマース           | イスラエル | 敗北 (しかし 政治的に利益を得た) - オスロ合意 |
| 第2次インティファーダ (2000–2005)       | パレスチナ自治政府 ハマース | イスラエル | 敗北 - パレスチナの蜂起は鎮圧された           |
| ガザ侵攻 (2006)                         | ファタハ ハマース           | イスラエル | 敗北 - ハマースのロケット弾発射が5ヵ月間停止  |
| ガザの戦闘 (2007)                       | ファタハ                    | ハマース   | ハマースの勝利 - ハマースがガザ地区を占領     |
| ガザ紛争 (2008–2009)                    | ハマース                    | イスラエル | 敗北 - ガザからのロケット弾発射が減少         |
| 防衛の柱作戦 (2012)                     | ハマース                    | イスラエル | 敗北 - イスラエルへのロケット弾発射が停止     |
| ガザ侵攻 (2014)                         | ハマース                    | イスラエル | 敗北 - 無期限の停戦協定                       |
| 2021年パレスチナ・イスラエル危機 (2021) | ハマース                    | イスラエル | 停戦 - 双方が勝利を主張                       |
| 2023年パレスチナ・イスラエル戦争 (2023) | ハマース                    | イスラエル | 進行中                                        |